# Sebastian Rode
Sebastian Rode (Seeheim-Jugenheim, 1990. október 11. –) német labdarúgó, az Eintracht Frankfurt játékosa.

## Pályafutása

### Kezdetek
Karrierjét az SKV Hähnlein, FC Alsbach, SC Viktoria Griesheim, SV Darmstadt 98 és Kickers Offenbach csapataiban kezdte.

### Kickers Offenbach
2008 és 2010 között a Kickers Offenbach játékosa volt. Profi karrierje 2009. március 7-én kezdődött a német harmadosztályban az Eintracht Braunschweig ellen.

### Eintracht Frankfurt
2010 és 2014 között 94 mérkőzésen lépett pályára az Eintracht Frankfurt csapatában, hol 4 gólt szerzett ez idő.

### FC Bayern München
2014 nyarán az FC Bayern Münchenbe igazolt.

### Válogatottban
2008-ban egy alkalommal lépett pályára az német U18-as, 2009-ben négy alkalommal lépett pályára és egy gólt szerzett a német U19-es, valamint egy alkalommal lépett pályára a német U20-as, 2011 és 2013 között hat alkalommal lépett pályára az U21-es német labdarúgó válogatottban.

## Statisztikák
| Adatok                               | Adatok                     | Adatok                     | Bajnokság  | Bajnokság  | Kupa      | Kupa      | Nemzetközi | Nemzetközi | Más   | Más   | Összesen | Összesen | Ref.   |
| Csapat                               | Bajnokság                  | Szezon                     | Mérk.      | Gólok      | Mérk.     | Gólok     | Mérk.      | Gólok      | Mérk. | Gólok | Mérk.    | Gólok    | Ref.   |
| Németország                          | Németország                | Németország                | Bundesliga | Bundesliga | DFB-Pokal | DFB-Pokal | Európa     | Európa     | Egyéb | Egyéb | Összesen | Összesen | Ref.   |
| ------------------------------------ | -------------------------- | -------------------------- | ---------- | ---------- | --------- | --------- | ---------- | ---------- | ----- | ----- | -------- | -------- | ------ |
| Kickers Offenbach                    | 2, Bundesliga              | 2007–08                    | 0          | 0          | 0         | 0         | —          | —          | —     | —     | 0        | 0        | [ 7 ]  |
| Kickers Offenbach                    | 2, Bundesliga              | 2008–09                    | 2          | 0          | 0         | 0         | —          | —          | —     | —     | 2        | 0        | [ 8 ]  |
| Kickers Offenbach                    | 3. Liga                    | 2009–10                    | 13         | 1          | 0         | 0         | —          | —          | —     | —     | 13       | 1        | [ 9 ]  |
| Kickers Offenbach teljes             | Kickers Offenbach teljes   | Kickers Offenbach teljes   | 15         | 1          | 0         | 0         | —          | —          | —     | —     | 15       | 1        | —      |
| Eintracht Frankfurt                  | Bundesliga                 | 2010–11                    | 11         | 2          | 0         | 0         | —          | —          | —     | —     | 11       | 2        | [ 10 ] |
| Eintracht Frankfurt                  | 2. Bundesliga              | 2011–12                    | 33         | 2          | 2         | 0         | —          | —          | —     | —     | 35       | 2        | [ 11 ] |
| Eintracht Frankfurt                  | Bundesliga                 | 2012–13                    | 33         | 0          | 1         | 0         | —          | —          | —     | —     | 34       | 0        | [ 12 ] |
| Eintracht Frankfurt                  | Bundesliga                 | 2013–14                    | 17         | 0          | 4         | 1         | 7          | 0          | —     | —     | 28       | 1        | [ 13 ] |
| Eintracht Frankfurt teljes           | Eintracht Frankfurt teljes | Eintracht Frankfurt teljes | 94         | 4          | 7         | 1         | 7          | 0          | —     | —     | 108      | 5        | —      |
| Bayern München                       | Bundesliga                 | 2014–15                    | 18         | 1          | 3         | 0         | 4          | 1          | 1     | 0     | 26       | 2        | [ 14 ] |
| Teljes                               | Teljes                     | Teljes                     | 125        | 6          | 10        | 1         | 11         | 1          | 1     | 0     | 147      | 8        | —      |
| Legutóbb frissítve: 2015. április 5. |                            |                            |            |            |           |           |            |            |       |       |          |          |        |

## Sikerei, díjai
- Bayern München
  - Bundesliga: 2014–15, 2015–16
  - Német kupa: 2015–16

- Borussia Dortmund
  - Német kupa: 2016–17

- Eintracht Frankfurt
  - Európa-liga: 2021–22